# Тірумалай Наяккар Махал
9°54′54″ пн. ш. 78°07′27″ сх. д. / 9.91488° пн. ш. 78.1243° сх. д.
Палац Тірумалай Наяка — це палац XVII століття, збудований у 1636 році нашої ери королем Тірумалою Наякою, королем династії Наяка Мадураю, який правив Мадураєм з 1623 по 1659 рік, Індія. Будівля, яку можна побачити сьогодні, була головним палацом, в якому жив король. Первісний палацовий комплекс був у чотири рази більший за нинішню споруду. У період свого розквіту палац вважався одним із чудес Півдня. Палац розташований 2 кілометри (1,2 миля) на південний схід від храму Мінакші Амман.

## Історія

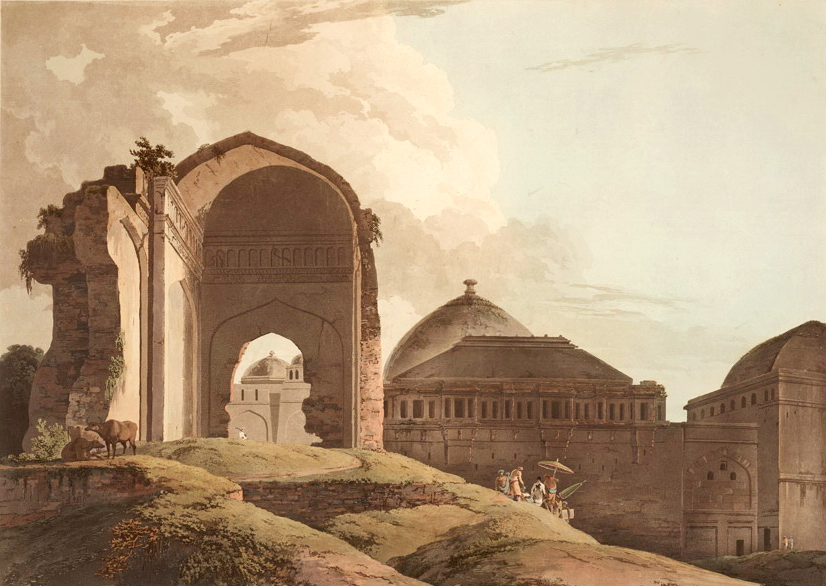
Картина Томаса Даніеля 1798 року із зображенням руїн палацу в Мадураї

Наяки Мадураю правили цим Королівством із 1545 року до 1740-х років, а Тірумалай Наяк (1623—1659) був одним із їхніх найвидатніших королів, який примітний різноманітними будівлями в Мадураї та навколо нього. У XVII столітті королівство Мадурай зустрічало у своїх межах португальців, голландців та інших європейців, які виступали у ролі торговців, місіонерів і мандрівників. За 400 років війни знищили значну частину будівель, але деякі з них були достатньо відновлені, щоб служити гарнізоном та використовуватися як зерносховища, комори, порохові склади під час Ост-Індської компанії. Згідно з британськими записами, онук короля Тірумалая Наяка зруйнував більшу частину чудової споруди та видалив більшість прикрас і різьблення по дереву, щоб побудувати власний палац у Тіруччірапаллі. Але деякі дослідники вважають цю подію малоймовірною, і кажуть, що, швидше за все, палац був розграбований місцевими громадами на будівельні матеріали. Однак лорд Нейпір, губернатор Мадрасу, частково відреставрував палац з 1866 по 1872 рік, і після реставраційних робіт, сьогодні ми бачимо Вхідні ворота, Головний зал і Танцювальний зал.

## Проектування та будівництво
Побудований у 1636 році як центральний центр його столиці в Мадураї, Тірумалай Наяк мав намір зробити палац одним із найвеличніших у Південній Індії. Інтер'єр палацу перевершує за своїми масштабами багатьох своїх індійських сучасників. Інтер'єр багато прикрашений, тоді як екстер'єр оформлений у більш строгому стилі.
Місцева легенда свідчить, що король найняв італійського архітектора для проектування комплексу, і тому деякі кваліфікують його як дравідійсько-італійську архітектуру. У цей період Мадурай був процвітаючим королівством з португальцями, голландцями та іншими європейцями як торговцями, місіонерами та мандрівниками. Це могло вплинути на дизайн палацу. Багато державних установ Тамілнаду також кваліфікують архітектуру палацу Тірумалай Наяка як індо-сарацинську архітектуру або дравідійську архітектуру.
Проте історики мистецтва вважають цей палац видатним зразком архітектури Віджаянагара в її пізньому стилі Наяка. Деякі з них пояснюють про походження теорій про можливе втручання європейських архітекторів і ремісників або західного мистецького впливу колоніальними упередженнями.
У XVIII столітті багато будівель, які були частиною цього палацу, було знесено або включено в будівлі на прилеглих вулицях. Залишився закритий двір, відомий як Svarga Vilasam, і кілька прилеглих будівель. Зал для глядачів Сварга Віласам являє собою величезний зал з аркадами висотою близько 12 метрів. Двір Сварга Віласам має розміри 75 м (246 фут) на 50 м (160 фут). Архітектура є сумішшю місцевих та ісламських форм. Махал Тірумалай Наякар славиться своїми гігантськими стовпами. Висота колони становить 82 фути (25 м) і шириною 19 футів (5,8 м). Історично палац налічував 554,000 фут2 (51,4683 м2) і становив 900 фут (270 м) завдовжки на 660 фут (200 м) завширшки.

### Подвір'я

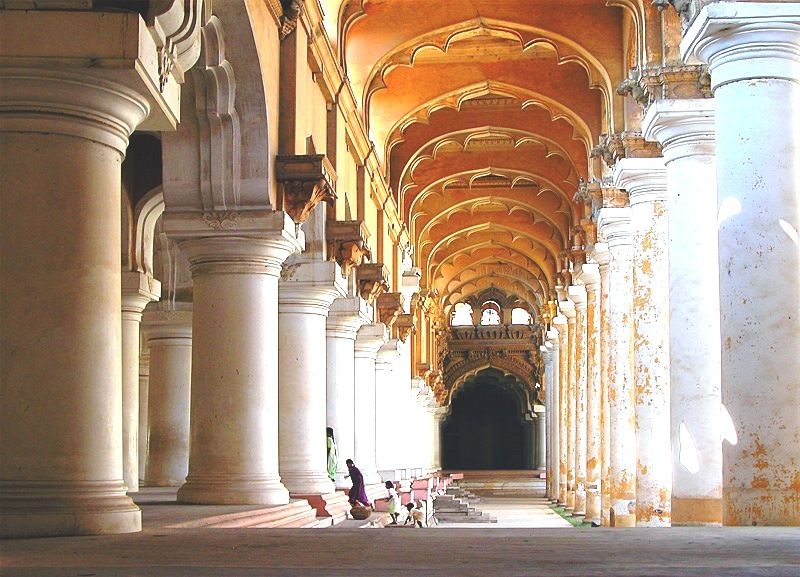
Вигляд коридору навколо внутрішнього двору палацу

Увійшовши до воріт палацу, відвідувач потрапляє у сучасний величезний центральний двір розміром 3,700 м2 (39,83 фут2). Двір оточений масивними круглими колонами. Зараз тут є круглий сад.

### Інтер'єр

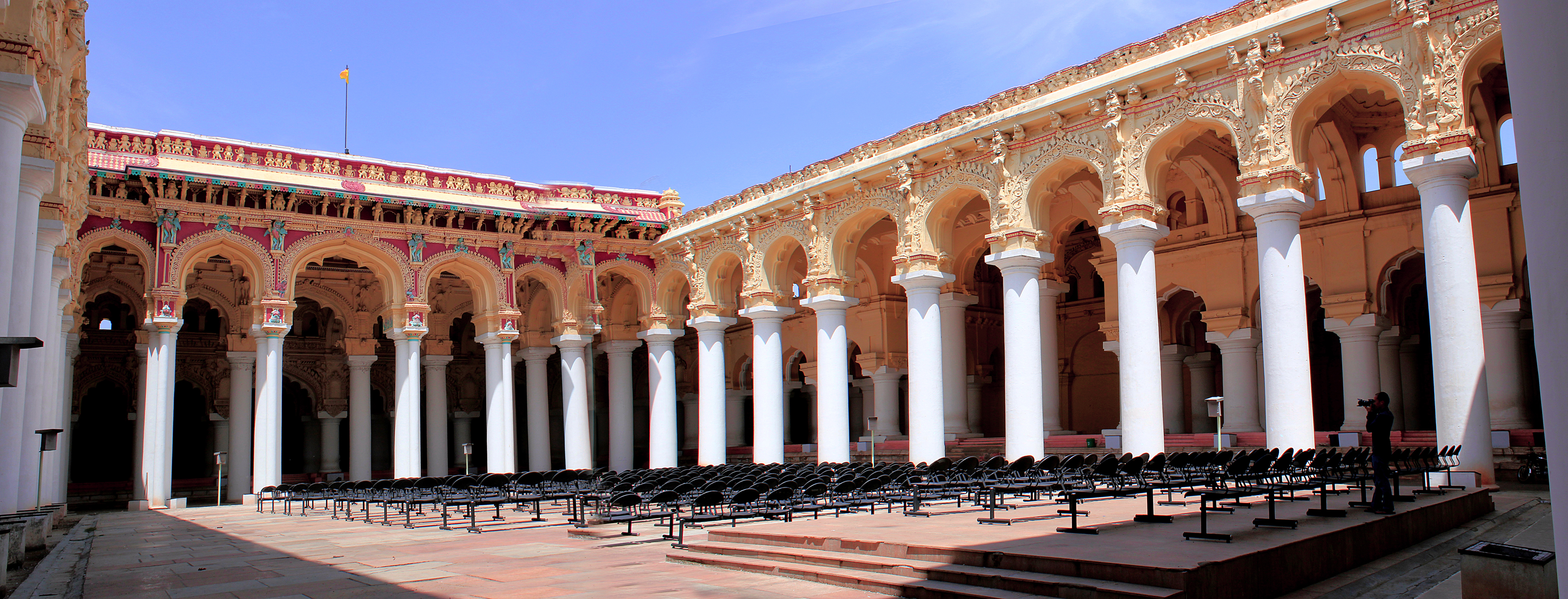
Внутрішній вигляд палацу Тірумалай

Палац був розділений на дві великі частини, а саме Сварга Віласам (Небесний павільйон) і Ранга Віласам. У цих двох частинах були розташовані королівська резиденція, театр, храм, збройова палата, паланкін, королівська естрада, квартали, ставок і сад. Внутрішній дворик і танцювальний зал є головним центром пам'яток палацу. Небесний павільйон (Swarga Vilasam) використовувався як тронний зал і має аркадний восьмикутник, покритий куполом 60 до 70 футів (18 до 21 м) високий. Купольна споруда в центрі підтримується кам'яними ребрами і утримується масивними круглими колонами, увінчаними та з'єднаними стрілчастими фестончастими арками з аркадною галереєю, що відкривається в наву над бічними проходами.

### Використані матеріали
Конструкція була побудована з використанням листкової цегляної кладки, а деталі поверхні та оздоблення вишуканою штукатуркою із використанням чуннам (вапно з мушлі) і змішаного з яєчним білком для отримання гладкої та глянцевої текстури. Сходи, що ведуть до залу, раніше оточували дві кінні статуї чудової роботи.
Стовпи, що підтримують арки, мають 13 метрів (43 фут) у висоту і з'єднані листковою цегляною кладкою, яка несе балкан і антаблемент, що піднімається на висоту 20 метрів (66 фут). Виконано декорування. По обидва боки внутрішнього двору розташовані павільйони, увінчані фіналами, вкритими золотом.

## Популярна культура
Після здобуття незалежності палац Тірумалай був оголошений національним пам'ятником і зараз знаходиться під охороною Департаменту археології Тамілнаду. Цей палац відкритий для відвідувачів щодня. У Палаці знімають багато фільмів, перш за все завдяки присутнім великим колонам. Відомими фільмами є «Бомбей» Маніратнама (пісня «Kannalane»), «Гуру» (пісня «Tera Bina») тощо. Вікрам у головній ролі «Bheemaa» (пісня «Ragasiya Kanavugal»). Палац добре обладнаний для проведення світлових і звукових шоу, що відображають історію Сілаппатікарам тамільською та англійською мовами. У палаці, що є пам'ятником, квитки можна придбати з 10:00 до 13:00 та з 14:00 до 17:30.

## Галерея

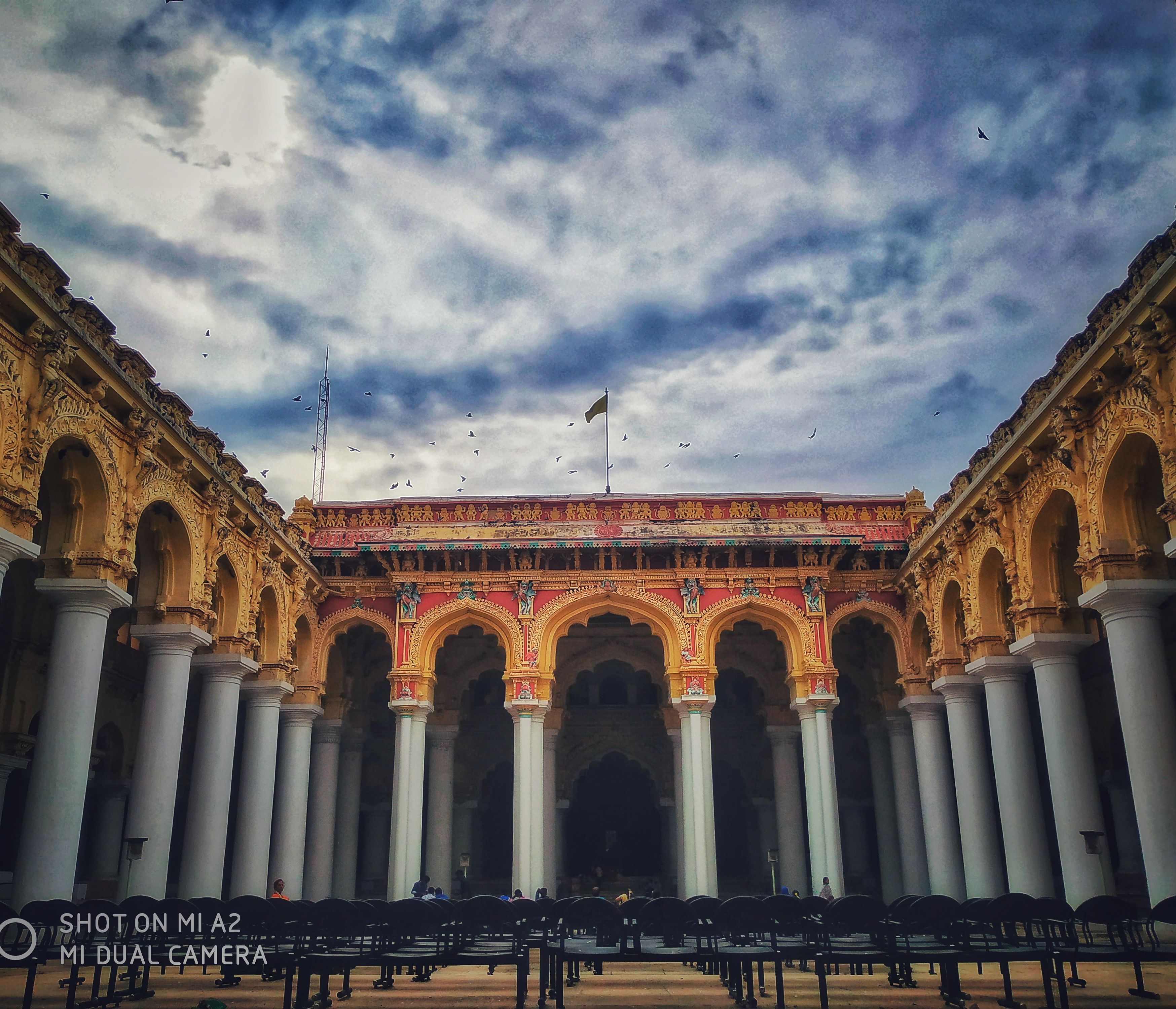
Тірмалай Наяккар Махал
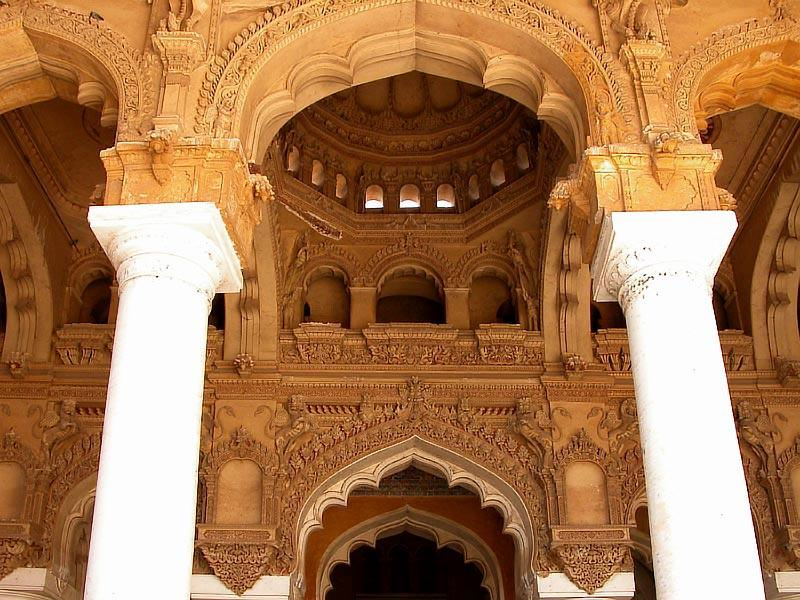
Вид на внутрішній простір палацу з аркадою колон, збагаченою арками з листчастої цегли. За цим розташовані монастирі, висічені в три ряди колон.